# Grijze vorkplaat
De grijze vorkplaat (Cantharellula umbonata) is een paddenstoel uit de familie Hygrophoraceae. Hij komt voor op haarmossen in loof- en naaldbossen en heidevelden op voedselarm zand.

## Beschrijving

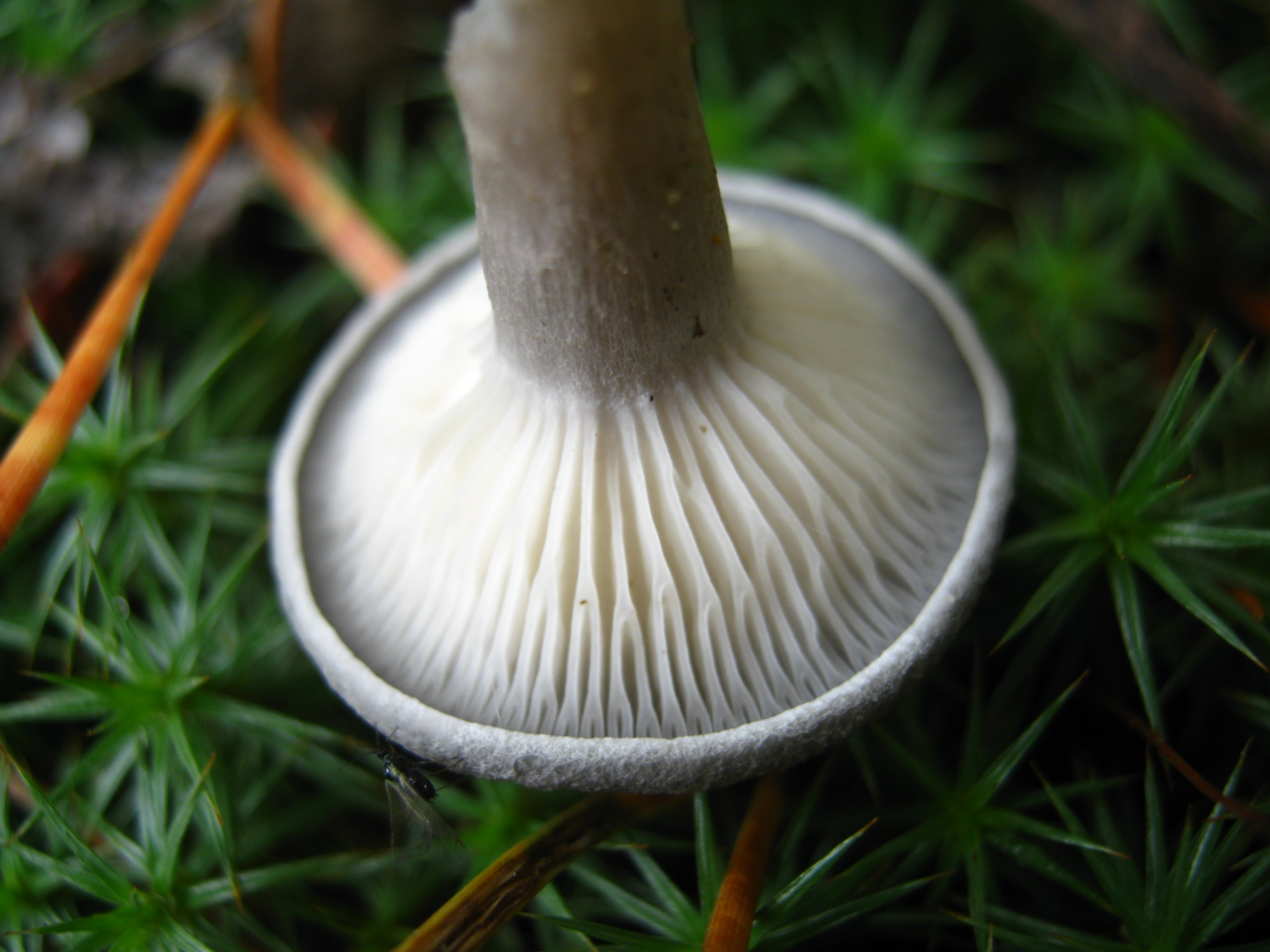
Onderzijde hoed met lamellen

Hoed
De grijze vorkplaat heeft een trechtervormige, 2 tot 4 cm grote hoed met in het midden soms een bultje. De matte, grijze of muisgrijze tot grijsbruine hoed heeft een bleke, omgeslagen rand. Het vlees van de hoed is witachtig tot waterig grijs. 
Lamellen
De witte tot crèmewitte, wijd uitstaande lamellen zijn gevorkt en aflopend. Bij beschadiging krijgen ze rode vlekken. 
Steel
De holle, elastische, viltig-vezelige, grijze tot grijsbruine steel is 3 tot 5 cm lang en 5 tot 6 mm dik en heeft een witviltige basis.
Sporen
De sporen hebben een witte kleur.

## Habitat
Hij staat op de Nederlandse Rode lijst van paddenstoelen als ernstig bedreigd.